# Урартський клинопис
Урартський клинопис — система письма, якою користувалися жителі древньої держави Урарту. Був різновидом вавилоно-ассирійського клинопису.
Урарти користувалися суттєво спрощеною формою ассирійського клинопису. Наприклад, при запозиченні багатозначні ассирійські ідеограми використовувалися урартами лише в одному значенні, були втрачені різні понятійні відтінки ассирійських знаків. З іншого боку, ассирійський клинопис, очевидно, не повністю передавав фонетичний склад урартської мови, наприклад урартський звук «о» відсутній в ассиро-вавилонській мові і відображався в клинописних текстах знаком «у».

## Написи
| Клинопис    | Клинопис  | Урартський клинопис тісно пов'язаний з ассирійським. Клинописні значки, ідеограми, структуру, а також стиль написів урарти запозичили у сусідній Ассирії. На прикладі справа — глиняна табличка на урартській мові, де показаний наказ про повернення рабині, яка втекла. Табличка була знайдена в архіві фортеці Тейшебаіні на території сучасної Вірменії. В конці таблички зображення характерне для давніх суспільств циліндрична печатка, що засвідчує особистість чиновника, який видав наказ. |  |
| Ассирійська | Урартська | Урартський клинопис тісно пов'язаний з ассирійським. Клинописні значки, ідеограми, структуру, а також стиль написів урарти запозичили у сусідній Ассирії. На прикладі справа — глиняна табличка на урартській мові, де показаний наказ про повернення рабині, яка втекла. Табличка була знайдена в архіві фортеці Тейшебаіні на території сучасної Вірменії. В конці таблички зображення характерне для давніх суспільств циліндрична печатка, що засвідчує особистість чиновника, який видав наказ. |  |
|             |           | Урартський клинопис тісно пов'язаний з ассирійським. Клинописні значки, ідеограми, структуру, а також стиль написів урарти запозичили у сусідній Ассирії. На прикладі справа — глиняна табличка на урартській мові, де показаний наказ про повернення рабині, яка втекла. Табличка була знайдена в архіві фортеці Тейшебаіні на території сучасної Вірменії. В конці таблички зображення характерне для давніх суспільств циліндрична печатка, що засвідчує особистість чиновника, який видав наказ. |  |

|  | Переклад надпису: Величчю бога Халді Аргішті, син Менуа, цю могутню фортецю побудував; встановив її ім'я Еребуні для могутності країни Біайнілі і для залякування ворожої країни. Земля була пустельною, могутні справи я тут вчинив. Величчю бога Халді Аргішті I, син Менуа, цар могутній, цар країни Біайнілі, правитель міста Тушпа. |

## Розшифровка
Ключем до дешифрування послужило використання для письма ассиро-вавилонського клинопису з численними ідеограмами. Початок дешифрування наприкінці XIX століття поклав А. Сейс, однак, зважаючи на малу кількість відомих тоді написів, йому вдалося інтерпретувати лише окремі фрази. При цьому він висловив низку невірогідність припущень. На початку XX століття дешифрування продовжили К. П. Патканов, А. А. Іванівський, М. В. Нікольський. Новий етап у вивченні урартських написів настав наприкінці XIX століття через експедицію Леманн-Гаупта і Белькеа, яким вдалося привезти в Європу естампажі та копії великої кількості нових і раніше відомих урартських написів, а також деяку кількість справжніх урартських старожитностей.
І. А. Орбелі, учаснику російської експедиції в Ван, вдалося (1916) знайти в ніші Ванської скелі величезний напис, який містив аннали урартського царя Сардурі II. Н. Я. Марр видав текст напису Сардурі II з повним зв'язковим перекладом (1922). Для своєї інтерпретації він користувався виключно етимологічним методом, зіставляючи групи урартських знаків зі співзвучними словами з найрізноманітніших, переважно кавказьких, мов. Отриманий «переклад» був відкинутий вченими. При цьому ідея Марра про граматичне зіставлення урартської мови з кавказькими виявилася плідною — до тих пір дослідники шукали в урартській мові граматичні категорії, відомі з індоєвропейських та семітських мов, тоді як граматична структура урартської мови в корені відмінна від них.
Дешифрування довели до кінця в 1920 — 1930-х І. Фрідріх, А. Гетце, М. Церетелі за кордоном і І. І. Мещанінов в СРСР.